# Paul Ladmirault
Pour l’article homonyme, voir Paul de Ladmirault.
Paul Ladmirault est un compositeur français, né à Nantes le 8 décembre 1877 et mort dans son ermitage de Kerbili à Camoël dans le Morbihan le 30 octobre 1944. Militant breton, revendiquant l'autonomie culturelle de la Bretagne, il parle breton et prend part à des groupements culturels et artistiques.
Élève de Gabriel Fauré, cet enfant prodige s'est engagé de manière très active dans le mouvement culturel de sa Bretagne natale. Il a pour condisciples Maurice Ravel, Florent Schmitt ou Charles Koechlin. Modeste, peu enclin aux mondanités, il quitte Paris alors que sa notoriété lui promet une belle carrière. C'est donc à Nantes, sa ville natale, qu'il devient professeur au conservatoire en 1920. Ses œuvres sont imprégnées de la Bretagne et des pays celtiques, dont il aime les mélodies.

## Biographie

### Origine
Paul Ladmirault est le fils d'Émile Ladmirault, négociant et raffineur de sucre, et de Louise Bournichon. Dans son enfance, il apprend le piano, l'orgue et le violon. Dès l’âge de huit ans, il compose ses premières œuvres et à onze ans une sonate pour violon et piano. Élève de seconde au lycée Clemenceau de Nantes, il écrit à seize ans son premier opéra, Gilles de Rais, représenté en trois actes le 18 mai 1893 à la salle des Beaux-Arts de Nantes.

### Parcours musical
Admis en 1895 au Conservatoire de Paris et en 1897 dans la classe de Gabriel Fauré, il a comme professeurs Antoine Taudou pour l'harmonie et André Gedalge pour le contrepoint. Il orchestre quelques-uns des ouvrages de Fauré. Comme ses camarades – Maurice Ravel, Florent Schmitt, Louis Aubert, Jean Roger-Ducasse, Georges Enesco – il se fait connaître avant d’avoir quitté le Conservatoire.
En 1903, il donne une Suite bretonne en trois parties, puis Brocéliande au matin : ces deux œuvres sont extraites d'un second opéra, Myrdhin (1902-1909), qui n'a jamais été représenté. 
Toute sa musique est empreinte de son attachement à la terre bretonne. On la retrouve dans les six numéros de sa Rhapsodie gaélique, dans la Brière, en Forêt et une Symphonie en quatre mouvements. Celle-ci est créée à la salle Pleyel dans le cadre du 4e concert de  la Société Musicale Indépendante le 14 juin 1912, elle était dirigée par Désiré-Émile Inghelbrecht.  Il écrit également la Jeunesse de Cervantès pour orchestre réduit, Valse triste et Épousailles pour orchestre et piano.
Le ballet La Prêtresse de Korydwen est créé à l'Opéra de Paris le 17 décembre 1926. Il écrit, aussi, une musique de scène pour le Tristan et Iseut (exaltation de l’âme celte) de Joseph Bédier où il met le meilleur de lui-même.
Paul Ladmirault écrit peu d'œuvres à caractère religieux. On peut toutefois citer une Messe brève pour orgue et chœur, composée pour l'ordination de son propre fils Daniel Ladmirault, ainsi qu'un Tantum ergo pour voix, orgue et orchestre.

### L'engagement constant pour la Bretagne

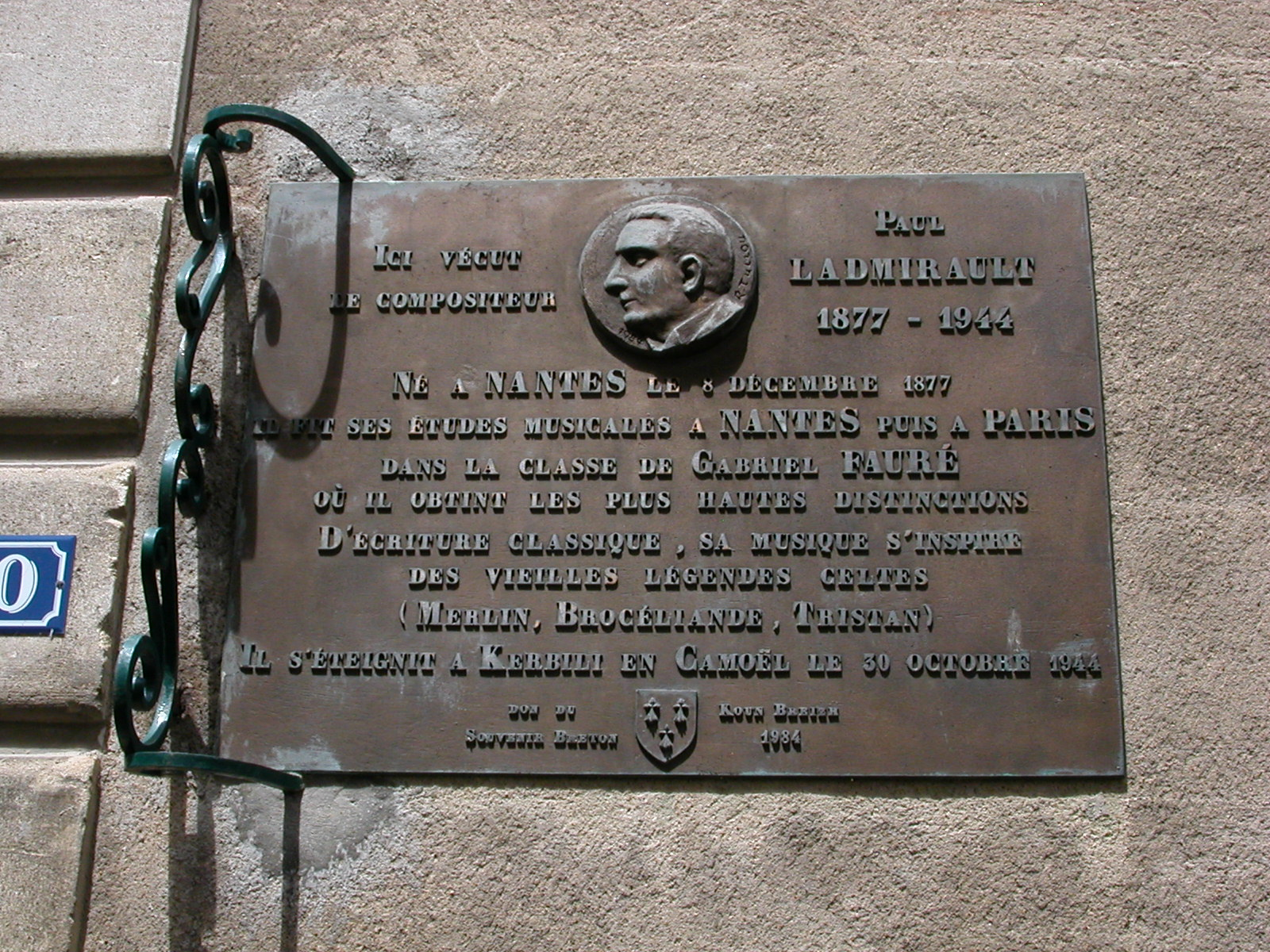
Plaque commémorative sur la maison de Paul Ladmirault à Nantes.

Jeune, il apprend le breton, ce qui lui permet d'être admis comme barde dans la Gorsedd de Bretagne, dans laquelle il prend le nom bardique d'Oriaf.
En 1912, avec Louis Aubert, il fonde l'association des compositeurs bretons, surnommée « Les Huit » ou « La Cohorte bretonne ». Les autres membres sont Guy Ropartz, Paul Le Flem, Charles-Augustin Collin, Maurice Duhamel, Paul Martineau et Louis Vuillemin.
Paul-André Bempéchat, dans son mémoire universitaire, montre que cette association est influencée par l'exemple des musiciens russes de la Nouvelle école russe qui souhaitaient une musique plus proche des mélodies et de la langue russe et « Les Huit » répondent, en quelque sorte, au « Groupe des Cinq » emmenés par César Cui.
L'association ne survit pas à la Première guerre mondiale.
Revenu en Bretagne - qu'il juge plus propice à la création - après la Première guerre mondiale, il est nommé en 1920 professeur de contrepoint et de fugue au conservatoire de Nantes. Il milite pour une autonomie culturelle de la Bretagne face au centralisme parisien et devient membre du Parti national breton. Il est l'un des premiers compositeurs membres du groupe artistique Seiz Breur, rapidement rejoint par Georges Arnoux puis par Paul Le Flem.
Il compose sur des thèmes celtiques, comme le ballet la Prêtresse de Korydwen, ou bretons, comme le poème symphonique qui illustre le film La Brière de Léon Poirier (1925), adapté du roman de son ancien condisciple au lycée Clemenceau, Alphonse de Châteaubriant. D'une atmosphère tout en douceur et en nuances, et ponctuellement plus brutale pour figurer les forges, ce poème décrit la vie âpre de ce pays de marécage. Il travaille aussi à la traduction de textes gallois anciens, comme le livre des Bardes. Enfin il écrit des articles sur la musique dans divers périodiques.
En 1929, il fonde avec le professeur de pharmacie Édouard Guéguen, le Cercle Celtique de Nantes, un des plus anciens cercles de Bretagne. Il en dirige la chorale.
Sa fin aura été aussi discrète qu’aura été sa vie. Florent Schmitt disait de lui : « de tous les musiciens marquants de la génération qui monte, [il] est peut-être le plus doué, le plus original, mais aussi le plus modeste ». II s'éteint en 1944 dans son manoir de Kerbili en Camoël (Pays nantais).

### Postérité
La place Paul-Émile-Ladmirault à Nantes se nomme ainsi en hommage au compositeur.

## Ses œuvres
L'œuvre de Ladmirault fait explicitement référence à la Bretagne ou au légendaire celtique : Suite Bretonne (1903), Rapsodie Gaélique (1909), ses poèmes symphoniques Brocéliande au matin et La Brière, Tristan et Iseult (1929). Son second opéra Myrdhin (Merlin) sera représenté pour la première fois en octobre 2015.
Il écrit de la musique religieuse, pour orgue notamment.
Marqué par la Première Guerre mondiale, il fait évoluer son style, qui devient plus intérieur, voire mélancolique, même si sa musique est facilement accessible. Il compose ainsi une pièce enfantine, Mémoires d'un âne, contant l'histoire de l'âne savant Cadichon, inspirée d'une œuvre littéraire de la comtesse de Ségur. Souvent comparée au Carnaval des animaux de Camille Saint-Saëns, cette pièce touche le cœur du public par sa simplicité et sa douceur.

### Opéras et ballet
- Gilles de Retz, opéra représenté à Nantes le 18 mai 1893,
- Myrdhin, la toute première représentation de cet opéra aura lieu à Nantes en octobre 2015.
- La Prêtresse de Korydwen, ballet représenté à l'Opéra-Comique le 17 décembre 1926[7],
- Glycères, opérette (Paris, 1928).

### Musique pour orchestre
- une symphonie en ut en quatre mouvements (inédite),
- La Brière, poème symphonique créé le 20 novembre 1926 au théâtre Mogador à Paris,
- Rapsodie Gaélique (1909),
- En Forêt, poème symphonique créé le 31 janvier 1932 par l'Orchestre symphonique de Paris sous la direction d'Eugène Bigot,
- Suite bretonne (1903),
- Joseph Bédier et Louis Artus, Tristan et Iseut, pièce en trois actes, un prologue et 8 tableaux ; musique de scène de Paul Ladmirault ; La Petite Illustration (no 434 - théâtre no 231), 15 juin 1929, 26pp (musique non notée) - Tristan et Iseut a été représenté à Paris pour la première fois le 19 mars 1929, sur la scène du théâtre Sarah-Bernhardt, puis à Nice, le 30 janvier 1929, au Palais de la Méditerranée.
  - musique de scène pour Tristan et Iseult de Joseph Bédier & Louis Artus, Nantes, 1929.
- Valse triste pour piano et orchestre, représentée salle Gaveau à Paris le 4 mars 1934,
- Brocéliande au matin, poème symphonique (Concerts Colonne, 28 novembre 1909),
- Epousailles pour orchestre et piano,
- La Jeunesse de Cervantès pour orchestre réduit.

### Musique de chambre
- Fantaisie pour violon et piano (1899),
- Quatre pièces, pour piano (1922).
- Carillon (1929),
- Sonate pour violon et piano (1931),
- Quatuor à cordes (1933),
- Quintette à cordes (1933),
- De l'Ombre à la Clarté pour violon et piano (1935),
- Choral et Variations pour piano et quintette à vent (1936),
- Sonate pour violoncelle et piano (1939),
- Sonate pour clarinette et piano (1942),
- Chevauchée, fantaisie sur des « reels » écossais, trio pour violon, violoncelle et piano,
- Romance pour quatuor à cordes,
- Trio en mi majeur intitulé Le Fleuve pour violon, violoncelle et piano,
- Mémoires d'un âne d'après la comtesse de Ségur,
- Variation sur des airs de biniou pour piano à quatre mains,
- Quatre esquisses pour piano : Chemin creux - Valse mélancolique - Vers l'église dans le soir - Minuit dans les clairières,
- pièces pour piano (suite bretonne pour piano à quatre mains).

### Musique vocale
- Airs anciens pour ténor, quatuor à cordes et piano (1897),
- Chansons écossaises, pour chœur mixte et piano,
- Dominical pour quatuor vocal et piano, sur des poèmes de Max Elskamp (1911),
- Messe brève pour chœur et orgue,
- Tantum ergo pour voix, orgue et orchestre.

### Autres œuvres
- des mélodies :
  - Quatre pièces, Mémoire d'un âne, Quatre esquisses pour piano , Valse triste pour deux pianos (1901), Carillon (1929)
- de nombreux arrangements de chants traditionnels bretons :
  - Erwan Berthou (1861-1933) et Paul Ladmirault, Veillée de Noël (Noz-Nédéleg) poème lyrique, P., 1932 , 43 pp.
- Deux danses bretonnes publiées à titre posthume.